# Lebyazhevsky (huyện)
Huyện Lebyazhevsky (tiếng Nga: ? райо́н) là một huyện hành chính tự quản (raion), của Tỉnh Kurgan, Nga. Huyện có diện tích 3162 km², dân số thời điểm ngày 1 tháng 1 năm 2000 là 23800 người. Trung tâm của huyện đóng ở Lebazh'ye.